# الحياة البرية في اليابان

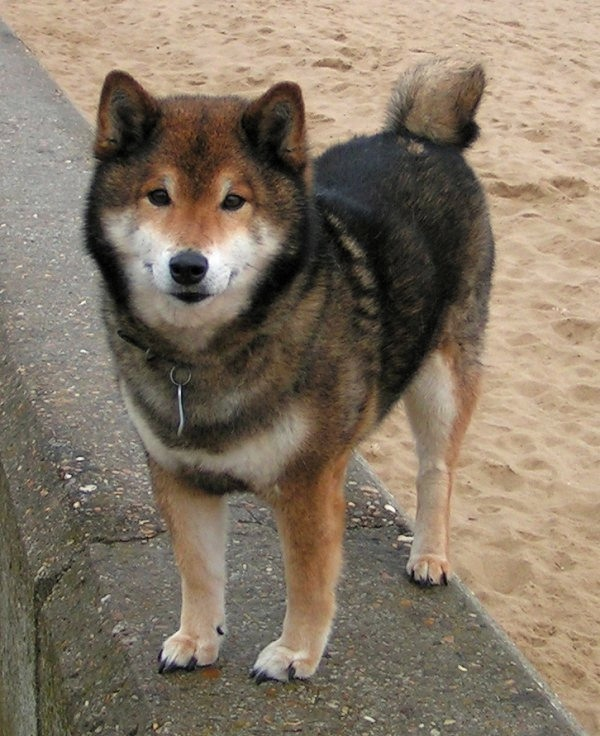
كلب

الحياة البرية في اليابان تمتد إلى مسافات طويلة من لاشكال إلى الجنوب، وتغطي مجموعة واسعة من المناطق المناخية، وتشمل الحياة البرية الحيوانات والنباتات، ونتيجة لاتساع المناطق البرية فإن ذلك يؤدي إلى تنوع الحياة البرية في اليابان.